# St. Margareth (Großnöbach)

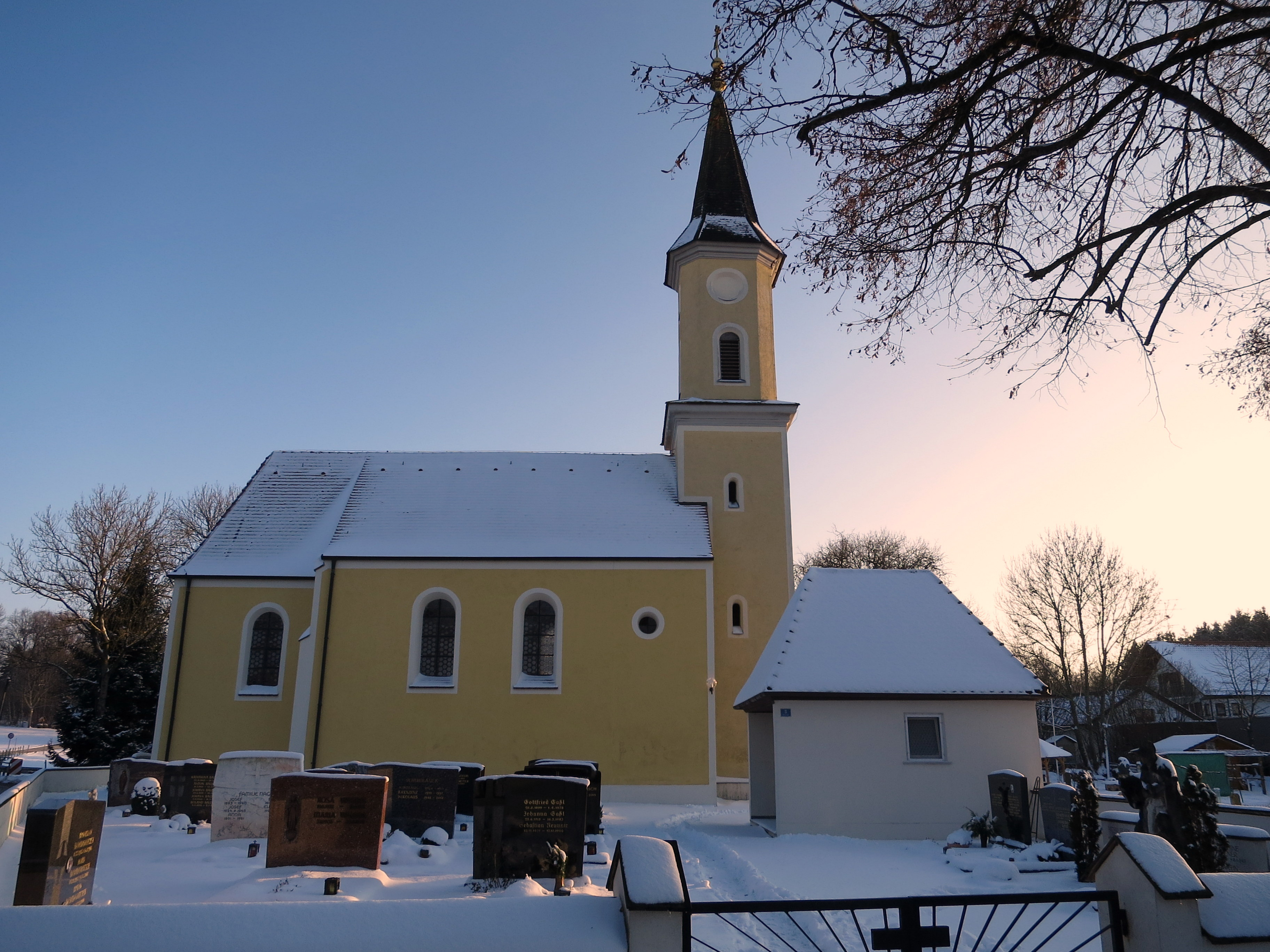
St. Margareth im Schnee

Die Filialkirche St. Margareth im Ortsteil Großnöbach der Gemeinde Fahrenzhausen im Landkreis Freising ist ein kleines Kirchengebäude, dessen rechteckiger Chorteil noch aus dem Hochmittelalter stammt, das aber vielfach umgebaut und verändert worden ist. Die Kirche ist ein geschütztes Baudenkmal.

## Geschichte
Der Ort und die Kirche wurden erstmals in der Zeit zwischen 972 und 976 in einer Tauschurkunde als „Neninpah“ erwähnt. Die Kirche St. Margareth ist auch in der Konradinischen Matrikel des Jahres 1315 unter der Bezeichnung „Nembach“ aufgeführt. Schon damals war sie – wie heute – eine Filialkirche der Pfarrei Haimhausen (heute des Pfarrverbands Haimhausen-Fahrenzhausen). Der Historiker Hartig nimmt an, dass der heutige Chor früher der untere Teil eines massigen Turms gewesen ist. Danach wäre sie ursprünglich eine Chorturmkirche gewesen.
Das Kirchenschiff und die Sakristei stammen aus späterer Zeit; das genaue Datum ist nicht bekannt. Das Gebäude wurde 1719 restauriert, war aber 33 Jahre später schon wieder baufällig. Nach der Reparatur des Mauerwerks erhielt die Kirche 1753 eine neue Ausstattung.
Der 28 Meter hohe Turm wurde im Jahr 1880 errichtet, nachdem sein Vorgänger aus spätgotischer Zeit eingestürzt war. In ihm hängen zwei Glocken aus neuerer Zeit.

## Ausstattung

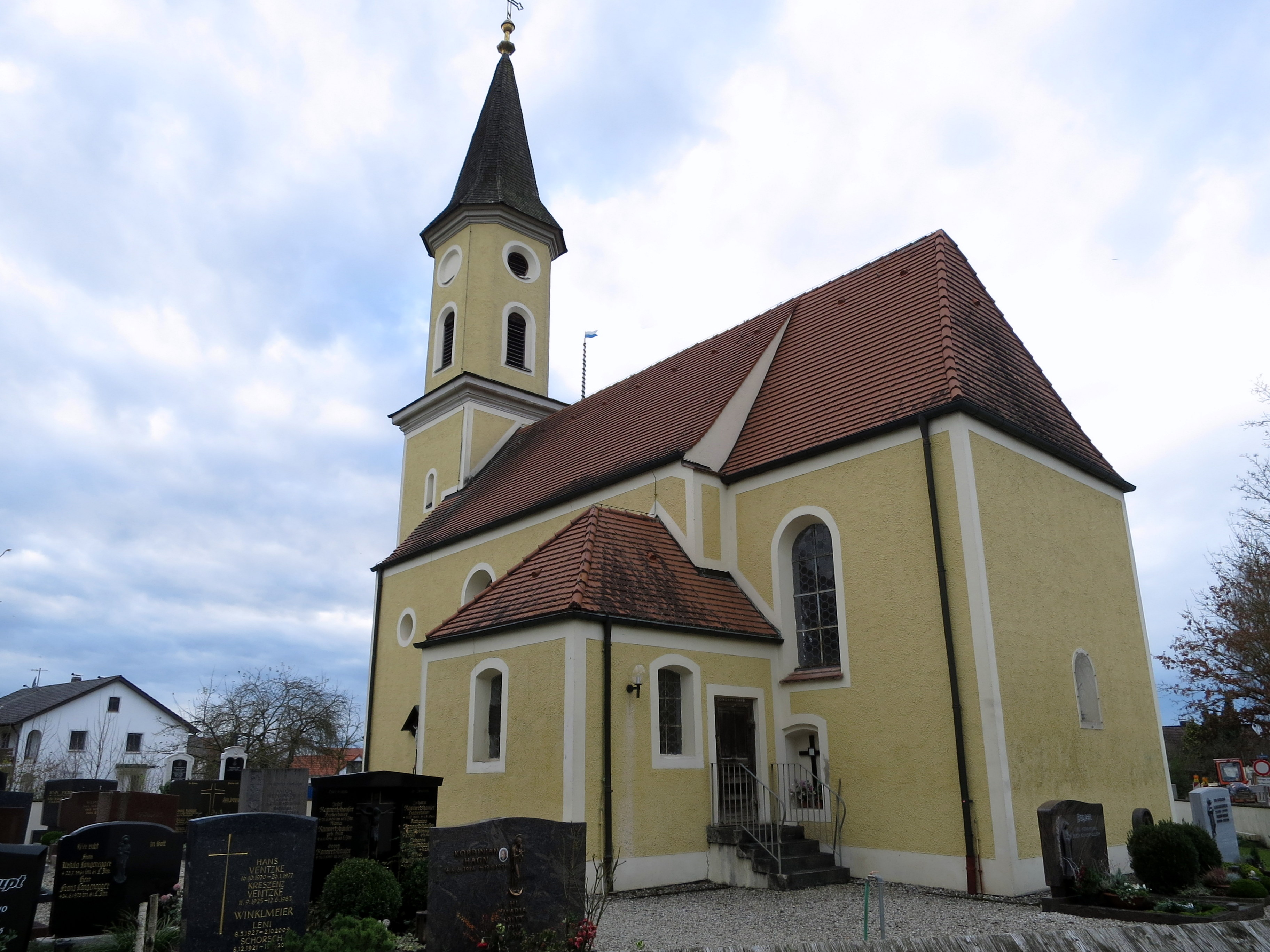
Kirche mit Friedhof und angebauter Sakristei

Die Einrichtung der Kirche stammt aus dem Rokoko. Die drei Altäre wurden 1753, im Jahr der Neuausstattung, entweder geschaffen oder doch stark überarbeitet. Die Altarblätter sind viel jünger. Sie stammen aus der Zeit der Nazarenermalerei im 19. Jahrhundert.
Auffallend ist, dass in der Kirche viele der vierzehn Nothelfer – im Bild und als Skulpturen – dargestellt sind.
Der Hochaltar ist den drei weiblichen Nothelfern gewidmet. Auf dem Altarblatt ist die heilige Margareta als Patronin der Kirche mit dem besiegten Drachen zu ihren Füßen dargestellt, als Assistenzfiguren die beiden Königskinder, die heilige Barbara mit dem Kelch in der Hand, der als Symbol für die dem Sterbenden gereichte letzte Kommunion gilt, und die heilige Katharina, die in der linken Hand ihr Marterwerkzeug, das Schwert, und in der rechten Hand den Palmzweig der Märtyrer hält.
Einige der männlichen Nothelfer zeigt ein großes Ölgemälde, das an der Südseite des Kirchenschiffs hängt, in dem Maria den „Bauern-Heiligen“ Wendelin und Leonhard im Beisein der Heiligen Barbara und Katharina einen Rosenkranz reicht.
Die Seitenaltäre sind der Muttergottes (links) und dem heiligen Franz Xaver (rechts) gewidmet. Auf dem von Peter Elmer aus Freising 1851/52 gemalten Ölbild auf Leinwand im Nazarenerstil steht die Muttergottes auf Gewölk und präsentiert dem Betrachter ihr lachendes Jesuskind. In dem vom Maler Rothenfusser aus Laufen gemalten Altarblatt am rechten Altar steht vor einem Meereshintergrund der heilige Franz Xaver. Mit der rechten Hand weist er auf ein Kreuz, das er in der Linken hält. Das Kreuz erinnert an den Eifer, mit dem er die Botschaft vom Gekreuzigten verkündete.
An den Seitenwänden des Kirchenschiffs stehen Figuren der Muttergottes (mit den königlichen Insignien) und von Christus (als Christkönig). Dahinter hängen Kreuzwegbilder. Die kleine Kirche hat keine Orgel nur ein Harmonium.